# Louresse-Rochemenier
Louresse-Rochemenier település Franciaországban, Maine-et-Loire megyében. Lakosainak száma 895 fő (2022. január 1.). Louresse-Rochemenier Tuffalun, Dénezé-sous-Doué, Doué-en-Anjou és Gennes-Val-de-Loire községekkel határos.

## Népesség
A település népességének változása:
| Lakosok száma | 602  | 593  | 579  | 773  | 799  | 825  | 864  | 880  | 893  | 895  |
|               | 1968 | 1982 | 1990 | 2006 | 2013 | 2015 | 2017 | 2019 | 2020 | 2022 |